# ざこば

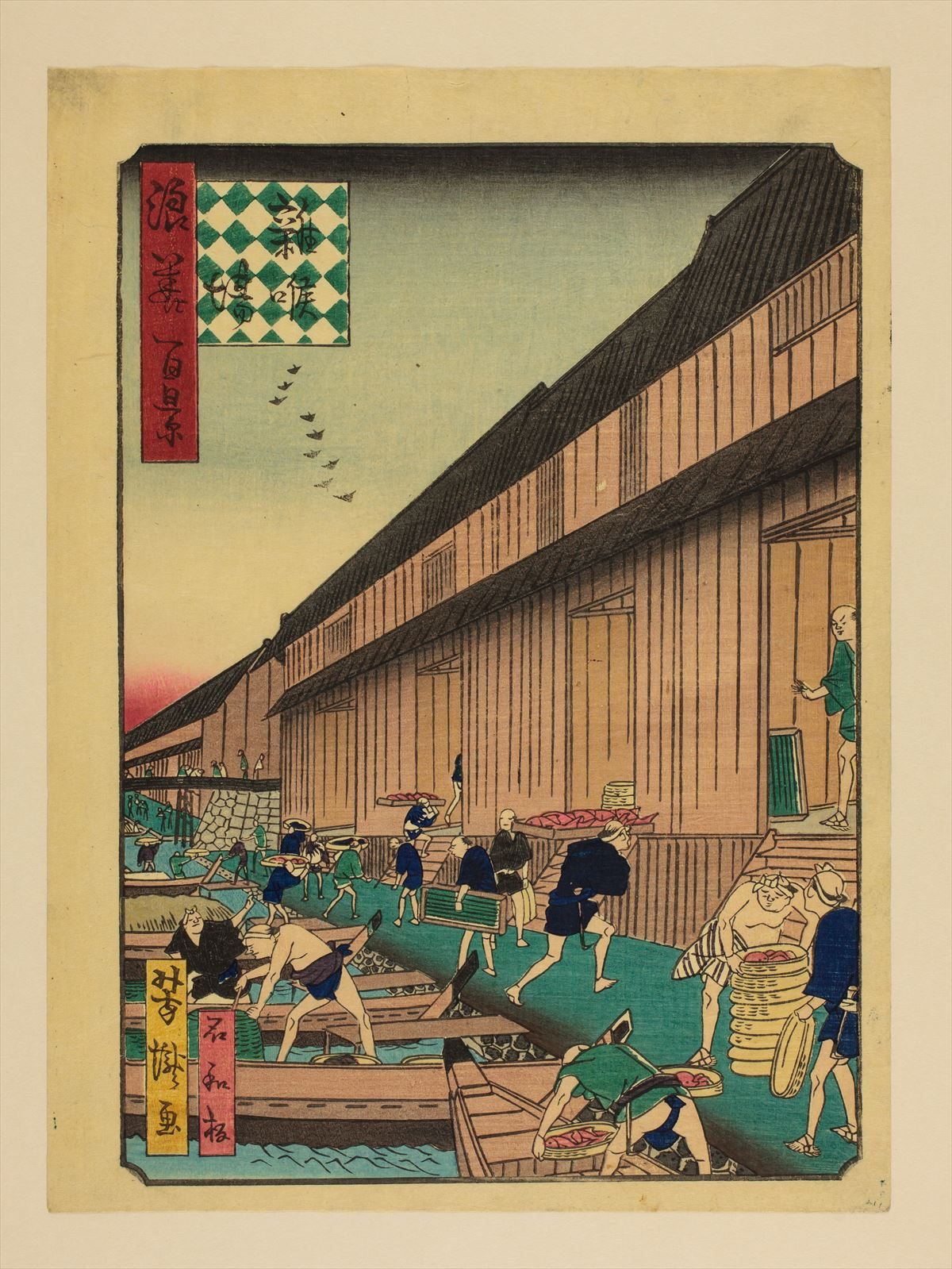
雑喉場 (浪花百景)

ざこば（雑魚場、雑喉場）は、雑魚（小魚）をはじめとする大衆魚を扱う魚市場。
狭義では1931年（昭和6年）まで大阪府大阪市西区の百間堀川上流左岸（東岸）にあった雑喉場魚市場（ざこばうおいちば）を指す。

## 雑喉場魚市場
豊臣政権下、当初天満鳴尾町（現在の北区天神西町）に居た魚商人らは、開発が進む船場へと移り、靱町・天満町（のち本靱町・本天満町。現在の中央区伏見町1丁目・2丁目）が形成された。このうち生魚商17軒が1618年（元和4年）に6筋南へ移転し、上魚屋町（現在の中央区安土町1丁目）が形成された。
しかし、船場でも東横堀川寄りのこの地は魚荷の集散に不便であった上に、酷暑の時期は生魚が腐敗するおそれがあった。そこで生魚商たちは漁船の行き来のある百間堀川上流（京町堀川交点以北）の鷺島に出店（荷揚場）を設け、毎年4月から8月まで出店で取引し、9月から翌年3月まで沖揚げといって、その期間は本店に帰った。
沖揚げ期間は仲仕あるいは船で魚荷を上魚屋町まで輸送させたが、多くの仲仕は鷺島付近に住んだ。近隣の西成郡野田村・福島村などから雑魚類を鷺島に持ってきて販売する者も出てきて、鷺島の称は廃れ、雑喉場と称するようになった。大坂の二大水路である安治川・木津川の分流点である川口にも近く、魚荷の輸送に有利な雑喉場は生魚市場に適していたため、本店を上魚屋町から雑喉場へ移す者が続出し、ますます栄えた。
ちなみに、靱町・天満町に留まっていた塩干魚商らも同様の悩みを抱えており、1622年（元和8年）に下船場へ移転して新靱町・新天満町・海部堀川町を形成し、靱の海産物問屋街へと発展した。また、塩干魚商らの移転により、船場の靱町・天満町は本靱町・本天満町に改称された。
雑喉場では1720年（享保5年）に問屋が50軒、1736年（元文元年）に56軒となり、1772年（明和9年）、問屋株は84軒となり、冥加銀9貫目を上納するまでになった。雑喉場と靱の両問屋は起源が同じで、雑喉場は生魚のほか、塩魚も売買し、靱は塩魚のほか、生魚も売買したが、ついに両問屋は営業の範囲をめぐって訴訟沙汰となり、1781年（天明元年）以降数回にわたる訴訟の結果、雑喉場は生魚を、靱は塩魚および乾イワシを取り扱うことになった。雑喉場問屋は鮒魚仲間から営業範囲侵害について訴えられたこともある。
雑喉場の魚市は朝、昼、夕と1日に3回立ち、九州、四国、中国および淡路、和泉、紀伊、伊勢、志摩など各地の魚荷をほとんどすべて独占的に引き受けた。嘉永年間の株仲間の再興ののち、雑喉場生魚問屋は42軒であった。
幕末期には天満の魚市場が天神橋北詰に復活したが、府庁・市役所の至近地でもあった雑喉場は生魚の主たる市場として、1931年（昭和6年）3月に大阪市中央卸売市場が開設されるまでその地位を保った。なお、1913年（大正2年）には北隣の江戸堀南通に青物市場が江之子島より移転し、1923年（大正12年）に雑喉場北青物市場に改称したが、こちらも大阪市中央卸売市場開設に伴い廃止となった。
町名としては江戸時代より「雑喉場町」があったが、1872年（明治5年）に京町堀通・京町堀上通・江戸堀下通のそれぞれ5丁目に改編された。現在の西区江之子島1丁目の東部、京町堀3丁目の西部・江戸堀3丁目の西部にあたり、百間堀川跡の江之子島公園に「雑喉場魚市場跡」碑が立っている。